# Caroline Champetier
Caroline Champetier (Parigi, 16 luglio 1954) è una direttrice della fotografia francese.
Collaboratrice abituale di autori quali Leos Carax, Jacques Doillon, Benoît Jacquot e Xavier Beauvois, nel 2011 ha vinto il premio César per la migliore fotografia con un film diretto da quest'ultimo, Uomini di Dio.

## Biografia
Laureatasi all'IDHEC nel 1976, ha lavorato poi per nove anni nello staff del direttore della fotografia William Lubtchansky.
È stata presidentessa dell'Association française des directeurs de la photographie cinématographique dal 2009 al 2012.
È madre dell'attrice Alice de Lencquesaing, avuta con l'attore e regista teatrale Louis-Do de Lencquesaing.

## Filmografia

### Direttrice della fotografia

#### Cortometraggi
- Fred Brauner préfère la bière, regia di Pierre Wallon (1979)
- Les Photos d'Alix, regia di Jean Eustache (1980)
- Paris s'en va, regia di Jacques Rivette (1981)
- Pauline-épaulettes, regia di Stéphanie de Mareuil (1985)
- Le Livre de Marie, regia di Anne-Marie Miéville (1986)
- 15 août, regia di Nicole Garcia (1986)
- Armide, episodio di Aria, regia di Jean-Luc Godard (1987)
- Elle et lui, regia di François Margolin (1988)
- Quand je serai jeune, regia di Yann Dedet (1988)
- Puissance de la parole, regia di Jean-Luc Godard (1988)
- On s'est tous défilé, regia di Jean-Luc Godard (1988)
- Closed, regia di Jean-Luc Godard (1988)
- Les Dernières Heures du millénaire, regia di Cédric Kahn (1990)
- La Mort du jeune aviateur anglais, regia di Benoît Jacquot (1993)
- Écrire, regia di Benoît Jacquot (1993)
- Les Mains, regia di Christophe Loizillon (1996)
- Novela, regia di Cédric Anger (2002)
- Les Visages, regia di Christophe Loizillon (2003)
- Quand nous étions punk, regia di Pascal Rambert (2004)
- Car Wash, regia di Pascal Rambert (2005)
- Imago Mundi, regia di Lisl Ponger (2007)
- Merde, episodio di Tokyo!, regia di Leos Carax (2008)
- Premier anniversaire, regia di Pascal Rambert (2009)
- Notre ami Chopin, regia di Xavier Beauvois (2009)
- Gradiva, regia di Leos Carax (2014)

#### Lungometraggi
- Le Pont du Nord, regia di Jacques Rivette (1981)
- Troppo presto, troppo tardi (Trop tôt, trop tard), regia di Danièle Huillet e Jean-Marie Straub (1981)
- Tutta una notte (Toute une nuit), regia di Chantal Akerman (1982)
- Cura la tua destra... (Soigne ta droite), regia di Jean-Luc Godard (1987)
- L'Amoureuse, regia di Jacques Doillon (1987)
- Una recita a quattro (La Bande des quatre), regia di Jacques Rivette (1988)
- La Fille de 15 ans, regia di Jacques Doillon (1989)
- La Désenchantée, regia di Benoît Jacquot (1990)
- Non sento più la chitarra (J'entends plus la guitare), regia di Philippe Garrel (1991)
- L'Annonce faite à Marie, regia di Alain Cuny (1991)
- La Sentinelle, regia di Arnaud Desplechin (1992)
- Mensonge, regia di François Margolin (1993)
- C'est de l'art, regia di Pierre Coulibeuf (1993)
- Les Enfants jouent à la Russie, regia di Jean-Luc Godard (1993)
- Ahimè! (Hélas pour moi), regia di Jean-Luc Godard (1993)
- La Fille seule, regia di Benoît Jacquot (1995)
- N'oublie pas que tu vas mourir, regia di Xavier Beauvois (1995)
- En avoir (ou pas), regia di Laetitia Masson (1995)
- The Typewriter, the Rifle & the Movie Camera, regia di Adam Simon – documentario (1996)
- Ponette, regia di Jacques Doillon (1996)
- Nettoyage à sec, regia di Anne Fontaine (1997)
- L'École de la chair, regia di Benoît Jacquot (1998)
- Alice e Martin (Alice et Martin), regia di André Téchiné (1998)
- Par coeur, regia di Benoît Jacquot (1998)
- Lush, regia di Mark Gibson (1999)
- Le vent de la nuit, regia di Philippe Garrel (1999)
- Selon Matthieu, regia di Xavier Beauvois (2000)
- Sobibor - 14 ottobre 1943, ore 16.00 (Sobibór, 14 octobre 1943, 16 heures), regia di Claude Lanzmann – documentario (2001)
- Carrément à l'Ouest, regia di Jacques Doillon (2001)
- This Love (Cet Amour-là), regia di Josée Dayan (2001)
- H Story, regia di Nobuhiro Suwa (2001)
- La Guerre à Paris, regia di Yolande Zauberman (2002)
- La nuit sera longue, regia di Olivier Torres (2003)
- À tout de suite, regia di Benoît Jacquot (2004)
- Terra promessa (Promised Land), regia di Amos Gitai (2004)
- Le Petit Lieutenant, regia di Xavier Beauvois (2005)
- Un couple parfait, regia di Nobuhiro Suwa (2005)
- Nouvelle chance, regia di Anne Fontaine (2006)
- L'Intouchable, regia di Benoît Jacquot (2006)
- L'avvocato del terrore (L'Avocat de la terreur), regia di Barbet Schroeder – documentario (2007)
- L'Aimée, regia di Arnaud Desplechin – documentario (2007)
- Le ragioni dell'aragosta, regia di Sabina Guzzanti – documentario (2007)
- Il killer (Le Tueur), regia di Cédric Anger (2007)
- Plus tard, regia di Amos Gitai (2008)
- Nanayomachi, regia di Naomi Kawase (2008)
- À l'est de moi, regia di Bojena Horackova (2008)
- Villa Amalia, regia di Benoît Jacquot (2009)
- La Ligne blanche, regia di Olivier Torres (2010)
- Le Mariage à trois, regia di Jacques Doillon (2010)
- Uomini di Dio (Des hommes et des dieux), regia di Xavier Beauvois (2010)
- Tanathur, regia di Tawfik Abu Wael (2011)
- Sport de filles, regia di Patricia Mazuy (2011)
- Holy Motors, regia di Leos Carax (2012)
- Hannah Arendt, regia di Margarethe von Trotta (2012)
- L'ultimo degli ingiusti (Le Dernier des injustes), regia di Claude Lanzmann – documentario (2013)
- Il prezzo della gloria (La Rançon de la gloire), regia di Xavier Beauvois (2014)
- À 14 ans, regia di Hélène Zimmer (2015)
- L'Antiquaire, regia di François Margolin (2015)
- Je vous souhaite d'être follement aimée, regia di Ounie Lecomte (2015)
- Agnus Dei (Les Innocentes), regia di Anne Fontaine (2016)
- Le ultime cose, regia di Irene Dionisio (2016)
- Napalm, regia di Claude Lanzmann – documentario (2017)
- Les Gardiennes, regia di Xavier Beauvois (2017)
- Xún zhǎo Luōmài, regia di Wang Chao (2018)
- Annette, regia di Leos Carax (2021)
- Madame Clicquot (Widow Clicquot), regia di Thomas Napper (2023)
- Il caso Belle Steiner (Belle), regia Benoît Jacquot (2024)

#### Televisione
- Il faut qu'une porte soit ouverte ou fermée, regia di Benoît Jacquot – film TV (1994)
- Howard Hawks: American Artist, regia di Kevin Macdonald – film TV documentario (1997)
- Retour à Alep, regia di Marie Seurat – film TV documentario (1998)
- Les Parents terribles, regia di Josée Dayan – film TV (2003)
- Princesse Marie, regia di Benoît Jacquot – film TV (2004)
- Les Liaisons dangereuses – miniserie TV, 2 puntate (2003)
- Carmen, regia di Jean-Pierre Limosin – film TV (2005)
- Jeanne M. - Côté cour, côté coeur, regia di Pierre-André Boutang, Annie Chevalley e Josée Dayan – film TV documentario (2008)
- Le Rapport Karski, regia di Claude Lanzmann – film TV documentario (2010)
- Les Juifs de Pologne, des pogroms à la Shoah, regia di Sylvie Meyer e David Milhaud – film TV documentario (2012)
- Berthe Morisot – film TV (2012)

### Regista e sceneggiatrice
- Le Sommeil d'Adrien – cortometraggio (1991)
- Marée haute  – cortometraggio (1999)
- Berthe Morisot  – film TV (2012)

## Riconoscimenti
- Premio César
  - 2011 – Migliore fotografia per Uomini di Dio
  - 2013 – Candidatura alla migliore fotografia per Holy Motors
  - 2017 – Candidatura alla migliore fotografia per Agnus Dei
  - 2018 – Candidatura alla migliore fotografia per Les Gardiennes
  - 2022 – Candidatura alla migliore fotografia per Annette
- Camerimage
  - 2012 – Rana d'argento per Holy Motors
- European Film Award
  - 2010 – Candidatura alla migliore fotografia per Uomini di Dio
- Premio Gianni Di Venanzo
  - 2010 – Miglior fotografia straniera per Uomini di Dio
- Premio Lumière
  - 2011 – Migliore fotografia per Uomini di Dio
  - 2013 – Candidatura alla migliore fotografia per Holy Motors
  - 2018 – Candidatura alla migliore fotografia per Les Gardiennes
  - 2022 – Migliore fotografia per Annette
- Festival du film de Cabourg
  - 1999 – Miglior cortometraggio per Marée haute